# Sumqayıt

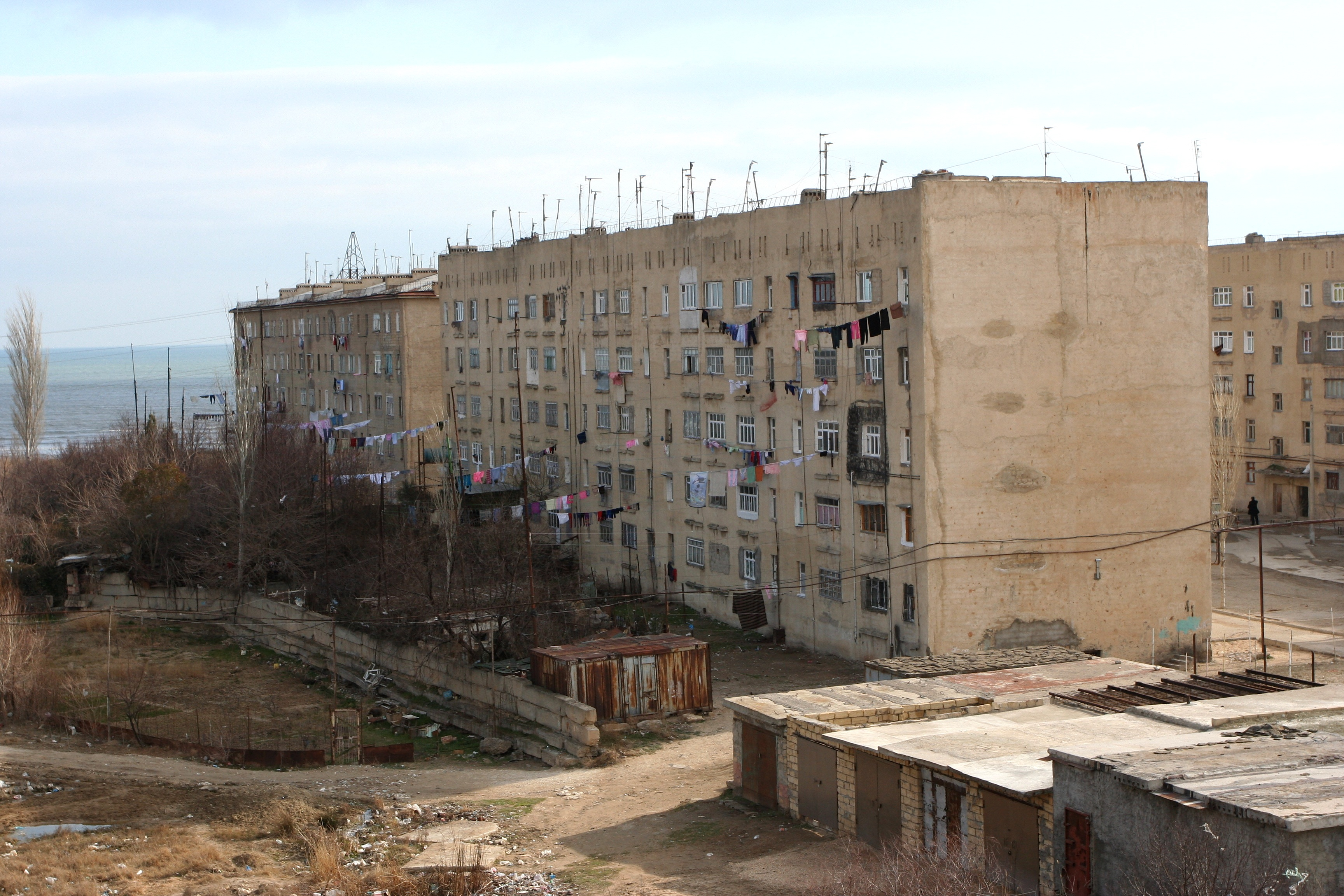
Wohnblocks im sowjetischen Stil

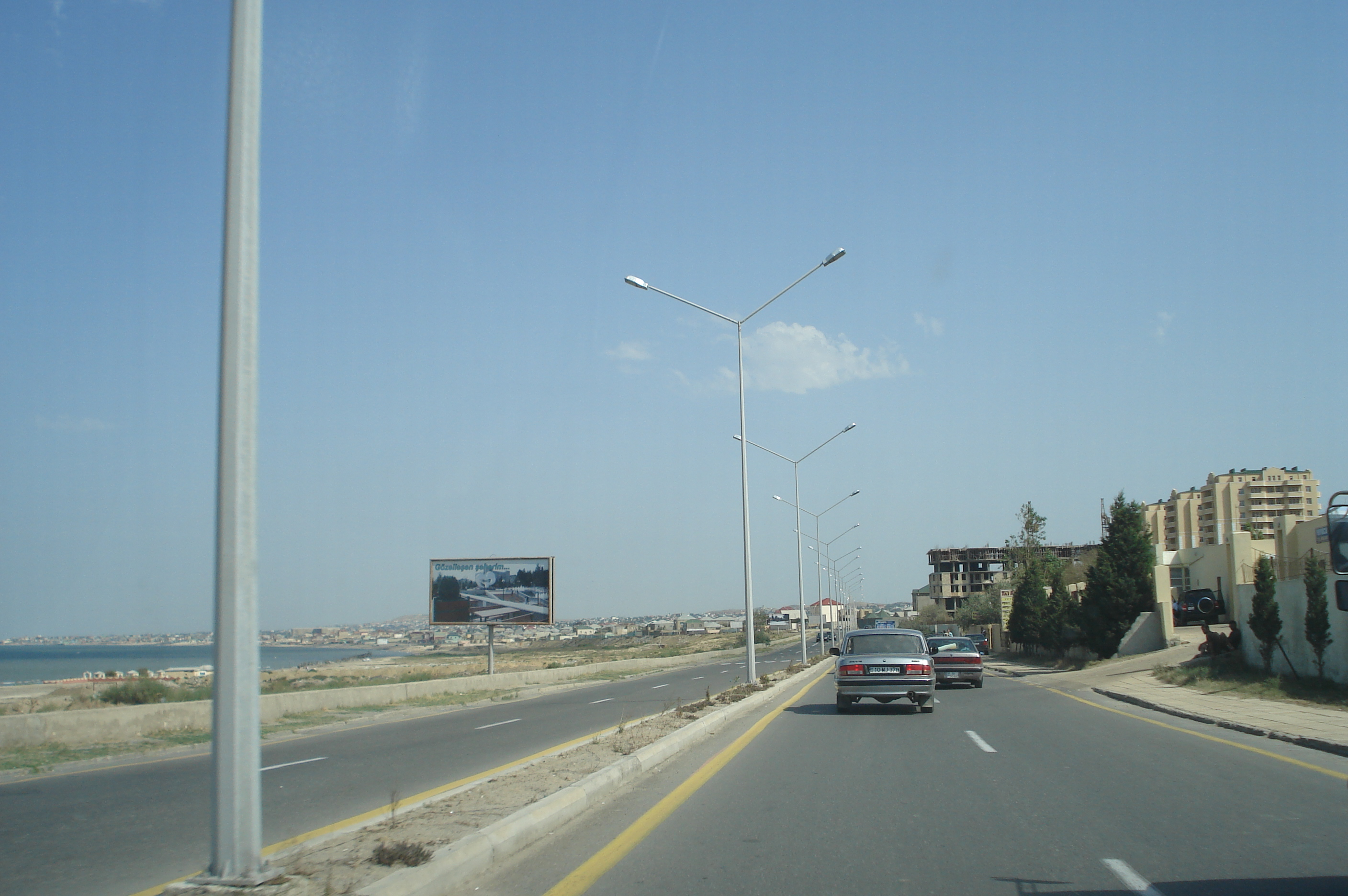
Küstenstraße am östlichen Ende der Stadt

Sumqayıt [sumɡɑˈjɯt] (kyrillisch Сумгајыт, russisch Сумгаит Sumgait) ist mit etwa 346.400 Einwohnern (Stand: 2021) die zweitgrößte Stadt Aserbaidschans. Sie liegt rund 30 Kilometer von der Hauptstadt Baku entfernt im Norden der Halbinsel Abşeron am Kaspischen Meer. Das Stadtgebiet hat eine Fläche von 96 km².

## Geschichte
Sumqayıt ist eine noch junge und schnell wachsende Stadt; sie wurde erst im Jahre 1949 gegründet. In der Stadt bestand das Kriegsgefangenenlager 328 für deutsche Kriegsgefangene des Zweiten Weltkriegs.
1988 kam es zu einem Pogrom an Armeniern, die in Sumqayıt lebten. Die gesamte armenische Gemeinde wurde entweder ermordet oder nach Armenien vertrieben. Das Massaker stellte einen der bedeutendsten Höhepunkte des Bergkarabach-Konflikts dar.
2014 betrug die Einwohnerzahl 294.500.

## Wirtschaft
Sumqayıt ist mittlerweile die größte Industriestadt Aserbaidschans mit mehr als 30 Großbetrieben, die vorwiegend zur chemischen und metallverarbeitenden Industrie gehören. Auf der Abşeron-Halbinsel liegen riesige Ölfelder, auf denen bereits im 8. Jahrhundert n. Chr. Öl gewonnen wurde.

## Verkehr
Am 16. November 2018 wurde ein neuer Personenbahnhof in Sumqayıt eingeweiht. Er weist sieben Bahnsteiggleise mit einer Gesamtlänge von mehr als 5.000 Metern auf. In der Verbindung nach Baku werden seit 2015 (auch) moderne Doppelstock-Züge des Typs Kiss von Stadler Rail eingesetzt.

## Sport
In der Stadt liegt das Mehdi-Hüseynzadə-Stadion, das Heimstadion der Vereine FK Gənclərbirliyi Sumqayıt und Sumqayıt PFK.

## Umweltverschmutzung
Die Stadt gehörte neben Linfen und Tianying in China, Sukinda und Vapi in Indien, La Oroya in Peru, Dserschinsk und Norilsk in Russland, Tschornobyl in der Ukraine und Kabwe in Sambia im Jahr 2007 zu den zehn schmutzigsten Städten der Welt. Dies ist vor allem darauf zurückzuführen, dass in Sumqayıt so billig wie möglich Synthesekautschuk, Aluminium, Reinigungsmittel und Pestizide hergestellt werden.
Da die Industrie weitestgehend ohne Rücksichtnahme auf Umweltschäden arbeitet, sind die Stadt und ihre direkte Umgebung stark durch karzinogene, mutagene und teratogene Chemieabfälle belastet. Die Krebsrate innerhalb der Bevölkerung ist signifikant höher, ebenso die Sterblichkeit von Neugeborenen. Zudem kommen viele Kinder mit Missbildungen oder Behinderungen auf die Welt.

## Söhne und Töchter der Stadt
- Valentina Popovová (* 1960), slowakische Tischtennisspielerin sowjetischer Herkunft
- Əlixan Səmədov (* 1964), Musiker
- Alexander Ilitschewski (* 1970), russischer Physiker, Dichter und Autor
- Şahin İmranov (* 1980), Boxer
- İlham Zəkiyev (* 1980), Judoka
- Rəfael Ağayev (* 1985), Karateka
- Şəhriyar Məmmədyarov (* 1985), Schachspieler
- Vasif Durarbəyli (* 1992), Schachspieler
- Misrətdin İsgəndərov (* 1995), Schachspieler
- İlahə Quliyeva (* 2007), Sprinterin

## Städtepartnerschaften
- Ludwigshafen am Rhein, Deutschland, seit 1987
- Tscherkassy, Ukraine